# 의 (유교)
의(義)는 유교의 덕목 가운데 하나이며, 인간의 행위로서 마땅히 해야 할 일을 이행하는 것을 뜻한다. 따라서 수치를 알고 해서는 안 되는 일을 하지 않는 것이며, 맹자는 스스로의 불선(不善)을 부끄럽게 여기고 남의 불선을 증오하는 마음, 즉 정의심(正義心)을 의의 발단(發端)이라고 했다. 송학(宋學)에서는 마음의 제(制), 즉 마음속에서 일의 가부(可否)를 재결(裁決)하여 가(可)에 따르고 부(否)를 물리치는 일, 다시 말해서 사리(事理)를 분명히 함을 뜻했다. 또한 맹자는 군신(君臣) 사이의 도덕을 의(義)라고 했다.

## '의'와 인명
'의'의 덕목을 본받으라는 의미에서 의경 (義慶), 의현 (義賢) 등 '의' 자를 넣은 이름도 쓴다. 하지만 '의'는 주로 남성이 사용한다.

## '의'와 지명
의성군 (義城郡), 의왕시 (義王市) 등은 '의'의 덕목을 본받아 이를 지명에 쓴 것이다. 북한에는 의주군 (義州郡)과 신의주시 (新義州市)가 있다.

## 참고 문헌
- 이 문서에는 다음커뮤니케이션(현 카카오)에서 GFDL 또는 CC-SA 라이선스로 배포한 글로벌 세계대백과사전의 내용을 기초로 작성된 글이 포함되어 있습니다.